# Horaglanis krishnai
Horaglanis krishnai es una especie de pez de la familia Clariidae en el orden de los Siluriformes.

## Morfología
- Los machos pueden llegar alcanzar los 4,2 cm de longitud total.
- Piel sin  escamas.[2][3][4]

## Hábitat
Es un pez de agua dulce y de clima tropical.

## Distribución geográfica
Se encuentran en Asia: Kottayam (Kerala, India).